# Puna festae
Espèce
Puna festae est une espèce d'opilions laniatores de la famille des Cranaidae.

## Distribution
Cette espèce est endémique de la province du Guayas en Équateur. Elle se rencontre sur l'île Puná et vers Guayaquil.

## Description
La femelle holotype mesure 7 mm.

## Systématique et taxinomie
Cette espèce a été décrite par Roewer en 1925.

## Étymologie
Cette espèce est nommée en l'honneur d'Enrico Festa.

## Publication originale
- Roewer, 1925 : « Opilioniden aus Süd-Amerika. » Bollettino dei Musei di Zoologia e di Anatomia Comparata della Reale Università di Torino, vol. 40, p. 1–34.